# Willem Kersters
Willem Kersters (født 9. februar 1929 - død 29. december 1998 i Antwerpen, Belgien) var en belgisk komponist, pianist, dirigent og lærer.
Kersters studerede på Det kongelige Musikkonservatorium i Antwerpen og senere på Det Kongelige Musikkonservatorium i Brussel.
Han studerede hos bl.a. Jean Absil og Marcel Poot og underviste bl.a. på Antwerpen Musikkonservatorium fra 1962.
Kersters har skrevet fem symfonier, orkesterværker, kammermusik, koncertmusik, balletmusik, kammermusik etc. Han var inspireret af Bela Bartok og komponerede i den modale stilretning, men havde også den klassiske stil inkorporeret i sin musik.

## Udvalgte værker
- "Lille Symfoni" (1958) - for orkester
- Symfoni nr. 1 (1962) - for orkester
- Symfoni nr. 2 (1963) - for orkester
- Symfoni nr. 3 (1967) - for orkester
- Symfoni nr. 4 (1979) - for alt og  orkester
- Symfoni nr. 5 (1987) - for orkester
- Sinfonietta nr. 1 (1955) - for kammerorkester
- Sinfonietta nr. 2 (1967) - for blæserorkester
- "Divertimento" (1958) - for strygerorkester
- klaverkoncert (1978) - for klaver og orkester
- Violinkoncert (1989) - for violin og orkester
- "Åndens Triumf" (1958) - ballet
- "Halewijn" (1973) - ballet